# Daniel Šarić
Daniel Šarić (Rijeka, Yugoslavia, 4 de agosto de 1972) es un exfutbolista croata que jugaba de centrocampista aunque era polivalente y, a menudo, se desempeñaba como defensa. Debutó con el HNK Rijeka, equipo de su ciudad natal, en 1989 y se retiró en el mismo club en 2007.

## Trayectoria
Comenzó la práctica del fútbol a nivel profesional en el HNK Rijeka en el año 1989. Se mantuvo en el equipo yugoslavo hasta 1993, año en el que fichó por el Real Sporting de Gijón. En el club español jugó durante dos temporadas en las que disputó un total de treinta y tres encuentros, y anotó tres goles.
Tras finalizar la temporada 1994-95 abandonó la disciplina del Sporting para incorporarse al G. N. K. Dinamo Zagreb. Se mantuvo en este equipo un total de cinco años en los que disputó 102 partidos y marcó dos goles. Para la temporada 1999-2000 se incorporó al Panathinaikos F. C. de Grecia, en el que militó hasta 2003.
Una vez finalizado el curso futbolístico 2002-03 regresó nuevamente al Rijeka, en el que jugó durante las siguientes cuatro temporadas un total de setenta encuentros y anotó un gol. Decidió colgar las botas en 2007, concluyendo así una trayectoria de deciséis temporadas en el mismo lugar donde la comenzó.

## Selección nacional
Fue convocado con la selección de fútbol de Croacia en un total de treinta ocasiones, entre 1997 y 2002. Su participación más destacable con dicho equipo fue en la Copa Mundial de Fútbol de 2002, en la que jugó un total de tres encuentros de la fase de grupos, partiendo de titular en dos de ellos.

### Participaciones en Copas del Mundo
| Mundial                        | Sede                  | Resultado    |
| ------------------------------ | --------------------- | ------------ |
| Copa Mundial de Fútbol de 2002 | Corea del Sur y Japón | Primera fase |

## Clubes
| Club                   | País                 | Año       |
| ---------------------- | -------------------- | --------- |
| HNK Rijeka             | Yugoslavia / Croacia | 1989-1993 |
| Real Sporting de Gijón | España               | 1993-1995 |
| G. N. K. Dinamo Zagreb | Croacia              | 1995-2000 |
| Panathinaikos F. C.    | Grecia               | 2000-2003 |
| HNK Rijeka             | Croacia              | 2003-2007 |